# District de Weicheng (Xianyang)
Pour les articles homonymes, voir Weicheng.
Le district de Weicheng (渭城区 ; pinyin : Wèichéng Qū) est une subdivision administrative de la province du Shaanxi en Chine. Il est placé sous la juridiction de la ville-préfecture de Xianyang.

## Géographie
Le district est bordé au sud par le Wei He, principal affluent du fleuve Jaune, qui le sépare de Xi'an, capitale du Shaanxi. L'aéroport international de Xi'an Xianyang est sur son territoire.